# 울산 정토사 입학도설
《입학도설》(入學圖說)은 울산광역시 남구, 정토사에 있는 조선시대의 책이다. 2014년 7월 3일 울산광역시의 유형문화재 제32호로 지정되었다.

## 개요
《입학도설》은 권근이 《사서오경》과 《태극도설》 등에서 주요 개념어를 뽑아 글과 그림으로 풀이한 성리학 입문서이다. 전집(前集)과 후집(後集)으로 이루어져 있으며 전집은 전라도 익주(益州, 현 전북 익산시)에서 귀양살이 하던 시절인 1390년(고려 공양왕 2)에 저술하였으며, 후집은 전집을 저술한 후부터 사망 때까지 사이에 저술된 것으로 추정된다.
전집만이 수록된 초간본은 도호부사 김이음에 의하여 1397년(태조 6년) 진양(晋陽, 현 경남 진주시)에서 간행되었으며 도합 26종의 도설이 실려 있다. 전․후집이 모두 실린 합간본은 1425년(세종 7)에 간행되었으며 기존 초간본에 14종의 도설을 첨가하였으며 변계량의 발문이 실려 있다.
1425년(세종 7)에 간행된 《입학도설》은 두 종류의 판본이 있다. 하나는 14행 22자본으로 크기가 상대적으로 작은 소형본이 있으며, 다른 하나는 13행 24자본으로 상대적으로 큰 중형본이 있다. 두 책은 수록된 내용은 같으나, 글씨의 품격, 판각의 솜씨, 구성 등은 중형본이 상대적으로 더 우수하다. 중형본은 현재 보물 제1136호로 지정되어 있다.
울산 정토사에서 소장하고 있는 《입학도설》은 1425년(세종 7)간기가 있는 목판본 소형본으로 표제지 1장, 서문 1장, 본문 54장, 발문 등 권말사항 4장, 합 60장으로 이루어져 있으며, 닥종이에 인쇄되어 있다.
《입학도설》은 후학들에게 꾸준히 계승되어 조선 후기 성리학의 이론적 심화에 크게 기여하였다.

## 참고 자료
- 입학도설 - 국가유산청 국가유산포털